# Cục Quản lý công sản (Việt Nam)
Cục Quản lý công sản là cơ quan trực thuộc Bộ Tài chính, giúp Bộ trưởng Bộ Tài chính thực hiện chức năng quản lý nhà nước về tài sản công và trưng mua, trưng dụng tài sản, quản lý về tài chính đối với đất đai, tài nguyên; trực tiếp quản lý, xử lý một số loại tài sản công theo quy định của pháp luật và phân công của Bộ trưởng Bộ Tài chính.
Chức năng, nhiệm vụ, quyền hạn và cơ cấu tổ chức của Cục Quản lý công sản được quy định tại Quyết định số 2389/QĐ-BTC ngày 20 tháng 11 năm 2017 của Bộ trưởng Bộ Tài chính.

## Nhiệm vụ và quyền hạn
Theo Điều 2, Quyết định số 2389/QĐ-BTC ngày 20 tháng 11 năm 2017 của Bộ trưởng Bộ Tài chính, Cục Quản lý công sản có các nhiệm vụ, quyền hạn về quản lý nhà nước trong các lĩnh vực chính:
1. Tài sản công tại cơ quan nhà nước, đơn vị vũ trang nhân dân, đơn vị sự nghiệp công lập, cơ quan Đảng Cộng sản Việt Nam, tổ chức chính trị - xã hội, tổ chức chính trị - xã hội - nghề nghiệp, tổ chức xã hội, tổ chức xã hội - nghề nghiệp, tổ chức khác được thành lập theo quy định của pháp luật về hội (bao gồm nhà, công trình xây dựng, các tài sản khác gắn liền với đất và quyền sử dụng đất để xây dựng trụ sở làm việc, cơ sở hoạt động sự nghiệp, xe ô tô, trang thiết bị làm việc và các tài sản công khác).
2. Tài sản các dự án sử dụng vốn nhà nước (bao gồm cả tài sản được hình thành thông qua việc triển khai thực hiện nhiệm vụ khoa học và công nghệ sử dụng vốn nhà nước).
3. Tài sản công chưa giao cho tổ chức hoặc cá nhân quản lý, sử dụng.
4. Tài sản đã được xác lập quyền sở hữu toàn dân (bao gồm cả tài sản bị tịch thu, tài sản vô chủ, hàng hóa tồn đọng trong khu vực giám sát Hải quan).
5. Tài sản kết cấu hạ tầng do nhà nước đầu tư quản lý phục vụ lợi ích công cộng, lợi ích quốc gia.
6. Thực hiện mua sắm tài sản công theo quy định và phân công, phân cấp của Bộ trưởng Bộ Tài chính.
7. Chính sách thu tiền sử dụng đất, tiền cho thuê đất, mặt nước; tiền cho thuê và bán nhà ở thuộc sở hữu toàn dân; sử dụng giá trị quyền sử dụng đất để thanh toán cho nhà đầu tư khi thực hiện dự án đầu tư xây dựng công trình theo hình thức hợp đồng xây dựng chuyển giao; bồi thường, hỗ trợ và tái định cư khi Nhà nước thu hồi đất.
8. Tài nguyên; quản lý tài sản công do nhà nước giao cho doanh nghiệp quản lý không tính thành vốn nhà nước tại doanh nghiệp.
9. Quỹ tài chính phát sinh trong quá trình quản lý, xử lý tài sản công theo quy định của pháp luật và phân công của Bộ trưởng Bộ Tài chính.

## Lãnh đạo Cục[4]
- Cục trưởng: Nguyễn Tân Thịnh[5]
- Phó Cục trưởng:

1. Nguyễn Thị Thoa
2. Tạ Thanh Tú[6]
3. Trần Diệu An

## Cơ cấu tổ chức
(Theo Điều 3, Quyết định số 2389/QĐ-BTC ngày 20 tháng 11 năm 2017 và Quyết định số 1974/QĐ-BTC ngày 8 tháng 10 năm 2021 của Bộ trưởng Bộ Tài chính)
- Văn phòng Cục
- Phòng Tài sản hành chính, sự nghiệp
- Phòng Tài nguyên, đất
- Phòng Tài sản kết cấu hạ tầng
- Phòng Tài sản xác lập sở hữu toàn dân